# ハワード・ザ・ダック/暗黒魔王の陰謀
『ハワード・ザ・ダック/暗黒魔王の陰謀』（ハワード・ザ・ダック あんこくまおうのいんぼう、英: Howard the Duck）は、ジョージ・ルーカスが製作総指揮を取った1986年のアメリカ製作のSF映画。ILMで開発中だったデジタルペイントソフトを用いたワイヤー消し（Wire removal）が行われた最初の映画である。

## あらすじ
ダックの国で暮らしていた主人公が、突然地球に送り込まれる。墜落した所は未成年立ち入り禁止の会場だった。その後ビバリーに会い、共に暮らすことになる。次の日ビバリーは奇妙なダックをフィルに見せに行くが、役に立たなかった。

## キャスト
| 役名                         | 俳優 | 日本語吹替                                       | 日本語吹替                                              | 日本語吹替   |
| 役名                         | 俳優 | フジテレビ版                                     | TBS版                                                   | VOD版        |
| ---------------------------- | --- | ------------------------------------------------ | ------------------------------------------------------- | ------------ |
| ハワード・T・ダック          | エド・ゲイル チップ・ジーン（声） ティモシー・ローズ スティーヴ・スリープ ピーター・ベアード メアリー・ウェルズ リサ・スターズ ジョーダン・プレンティス | 所ジョージ                                       | 中尾隆聖                                                | 森久保祥太郎 |
| ビバリー・スウィツラー       | リー・トンプソン | 佐々木優子                                       | 井上喜久子                                              | 小林沙苗     |
| ウォルター・ジェニングス博士 | ジェフリー・ジョーンズ | 筈見純                                           | 青野武                                                  | 斎藤志郎     |
| フィル・ブランバート         | ティム・ロビンス | 大塚芳忠                                         | 山口健                                                  | 子安武人     |
| ウェルカー警部補             | ポール・ギルフォイル | 石井敏郎                                         | 小島敏彦                                                | 小形満       |
| ロネット（チェリーボム）     | リズ・セイガル | さとうあい                                       | さとうあい                                              | 八木橋敏慧   |
| カル（チェリーボム）         | ドミニク・ダヴァロス |                                                  |                                                         | 豊口めぐみ   |
| K.C.（チェリーボム）         | ホリー・ロビンソン | 滝沢ロコ                                         | 滝沢ロコ                                                | 福圓美里     |
| ジンジャー・モス             | トミー・スワードロー |                                                  | 小室正幸                                                | 小形満       |
| リッチー                     | リチャード・エドソン | 幹本雄之                                         | 幹本雄之                                                | 西森千豊     |
| カーター                     | マイルズ・チャピン | 二又一成                                         | 田中亮一                                                | 坂田明寛     |
| ラリー                       | デヴィッド・ペイマー | 広瀬正志                                         | 幹本雄之                                                |              |
| コーラ・メイ                 | ヴァージニア・ケイパーズ | 登場シーンカット                                 | 登場シーンカット                                        | 池田海咲     |
| バーのスーパーバイザー       | ミゲル・サンドバル | 大滝進矢                                         |                                                         |              |
| ナレーション                 | リチャード・カイリー | 大塚芳忠                                         | 青野武                                                  | 子安武人     |
| その他                       | N/A | 向殿あさみ 笹岡繁蔵 大塚明夫 大山高男 竹口安芸子 | 島香裕 亀井三郎 秋元千賀子 真地勇志 池本小百合 笹岡繁蔵 |              |
| 日本語版スタッフ             | |                                                  |                                                         |              |
| 演出                         | 演出 | 左近允洋                                         | 吉田啓介                                                |              |
| 翻訳                         | 翻訳 | 額田やえ子                                       | 額田やえ子                                              |              |
| 調整                         | 調整 | 飯塚秀保                                         | 飯塚秀保                                                |              |
| 効果                         | 効果 |                                                  | PAG                                                     |              |
| 担当                         | 担当 | 宮澤徹                                           |                                                         |              |
| 制作                         | 制作 | グロービジョン                                   | グロービジョン                                          |              |
| 解説                         | 解説 | 高島忠夫                                         |                                                         | N/A          |
| 初回放送                     | 初回放送 | 1990年5月5日 『ゴールデン洋画劇場』 ※DVD収録     | 1992年5月20日 『水曜ロードショー』 ※DVD収録             | N/A          |

## スタッフ
- 監督 - ウィラード・ハイク
- 製作 - グロリア・カッツ
- 製作総指揮 - ジョージ・ルーカス
- 原案 - スティーヴ・ガーバー（英語版）、バル・メイエリック（英語版）
- 脚本 - グロリア・カッツ、ウィラード・ハイク
- 撮影 - リチャード・H・クライン
- 特撮 - ILM
- 音楽 - ジョン・バリー

## 評価
マーベル・コミックの同名漫画を映画化したものだが、原作とはかなりテイストが異なる。世間的にかなり不評であり、IMDbのワースト100作品に含まれている。最低の映画を選ぶゴールデンラズベリー賞（ラジー賞）でも最低作品賞・最低脚本賞・最低視覚効果賞・最低新人俳優賞（アヒルの着ぐるみを着て奮闘した6人の諸君）の4部門を受賞している（最低作品賞は『プリンス/アンダー・ザ・チェリー・ムーン』と同時受賞）。出演者でも、ティム・ロビンスなどは試写の最中に「嫌な汗が出てきた」という程だった。日本では本作のティム・ロビンスが出演した『トップガン』と同じ日に公開した。